# بیوراکان
بیوراکان (به ارمنی: Բյուրական) یک روستا در ارمنستان است که در استان آراگاتسوتن و در دامنه‌های کوهستان آراگاتس واقع شده‌است. بیوراکان در ۱۱ کیلومتری شمال غرب آشتاراک، مرکز استان آراگاتسوتن واقع شده‌است.

## جمعیت
بیوراکان ۲۱٫۲۷ کیلومترمربع مساحت و ۴٬۲۳۸ نفر جمعیت دارد و ۱٬۴۶۰ متر بالاتر از سطح دریا واقع شده‌است.
| سال   | ۱۸۳۱ | ۱۸۹۷ | ۱۹۲۶ | ۱۹۳۹ | ۱۹۵۹ | ۱۹۷۰ | ۱۹۷۹ | ۲۰۰۱ | ۲۰۰۴ |
| جمعیت | ۴۰   | ۱۳۵۴ | ۲۱۲۳ | ۲۶۰۶ | ۲۴۳۵ | ۳۱۸۵ | ۳۳۴۴ | ۴۳۱۲ | ۴۶۰۶ |

## جاذبه‌های تاریخی
کلیسای هوانس مقدس (در سده ۱۰ بناشده) و کلیسای آرتاوازیک، مربوط به سده هفتم میلادی در این روستا قرار دارند. در بیوراکان هم‌چنین یک چلیپاسنگ بزرگ از قرن سیزدهم دیده می‌شود. ویکتور هامبارتسومیان، از بنیان‌گذاران اخترفیزیک در بیوراکان درگذشت و امروزه رصدخانه اخترفیزیک بیوراکان در این روستا قرار دارد.

## نگارخانه

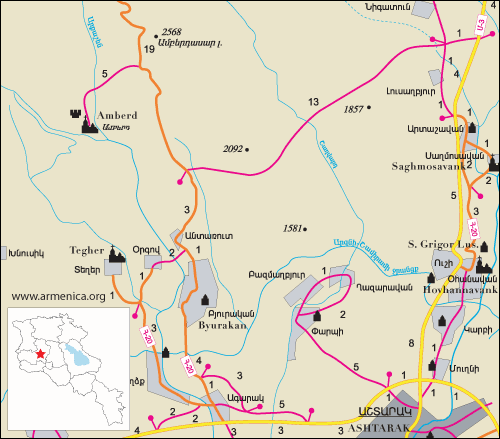
Road map of Byurakan and surrounding region.
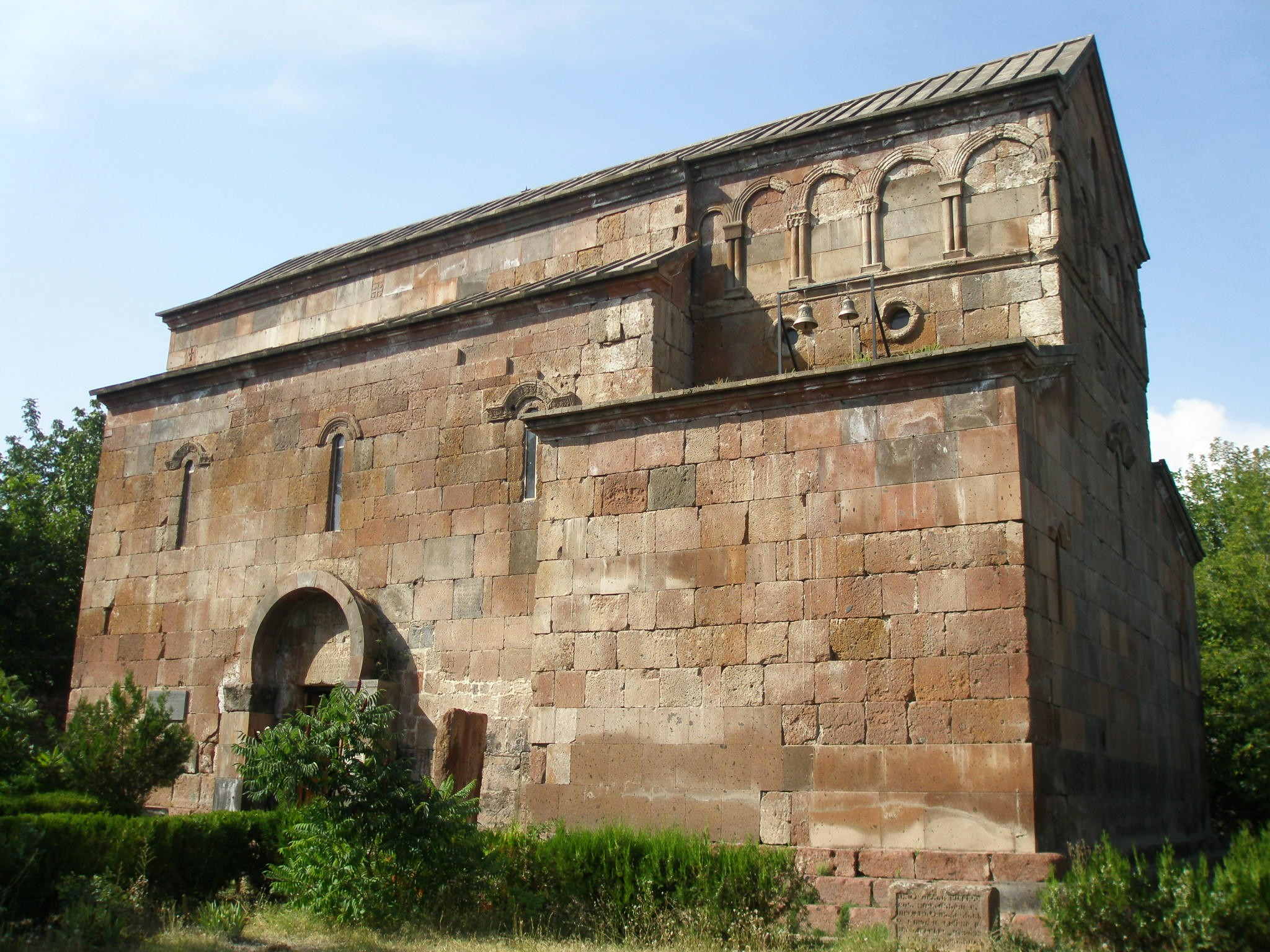
Basilica of S. Hovhannes of the 10th century
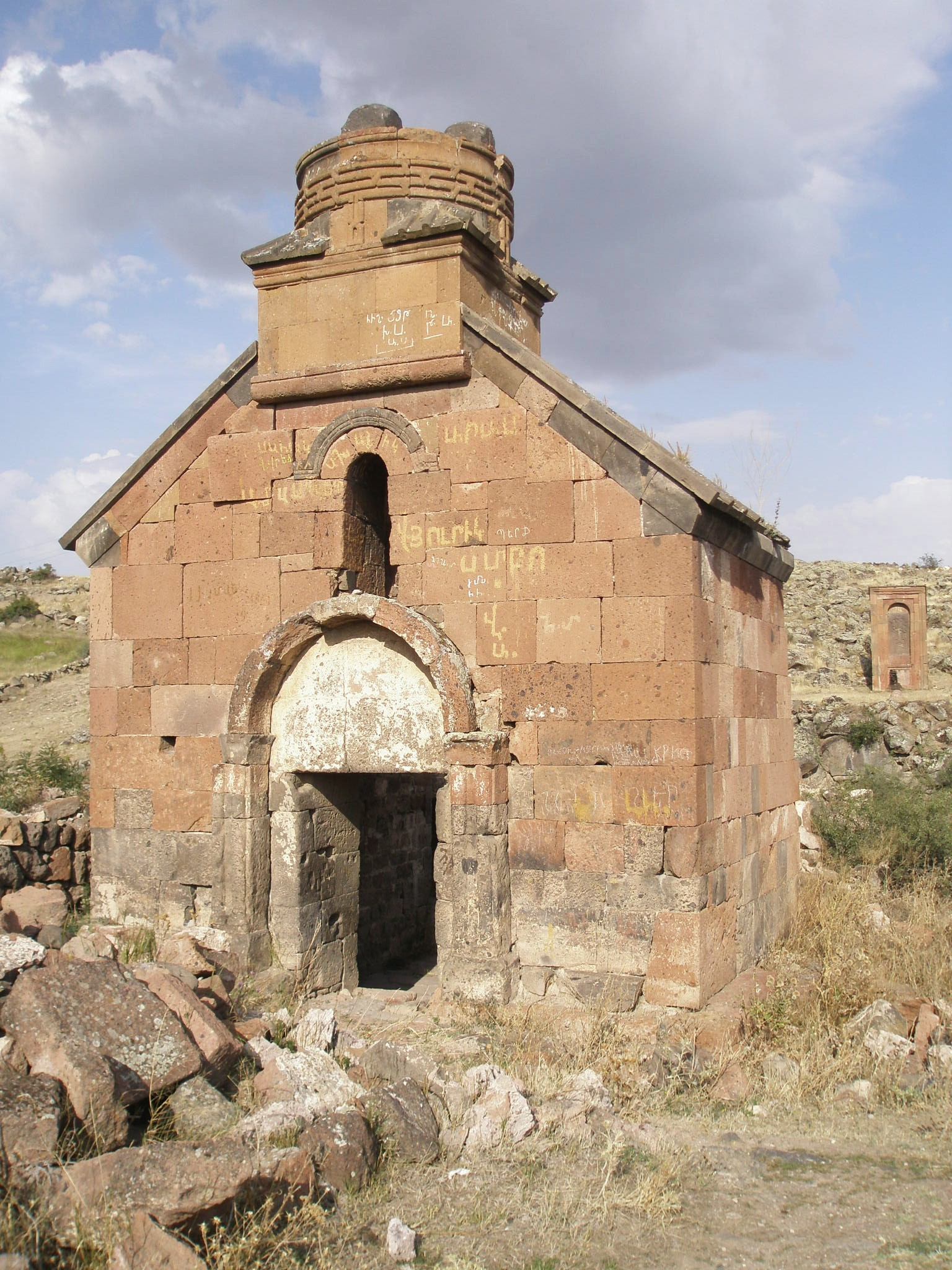
Artavazik Church of the 7th century with huge khachkar monument behind.
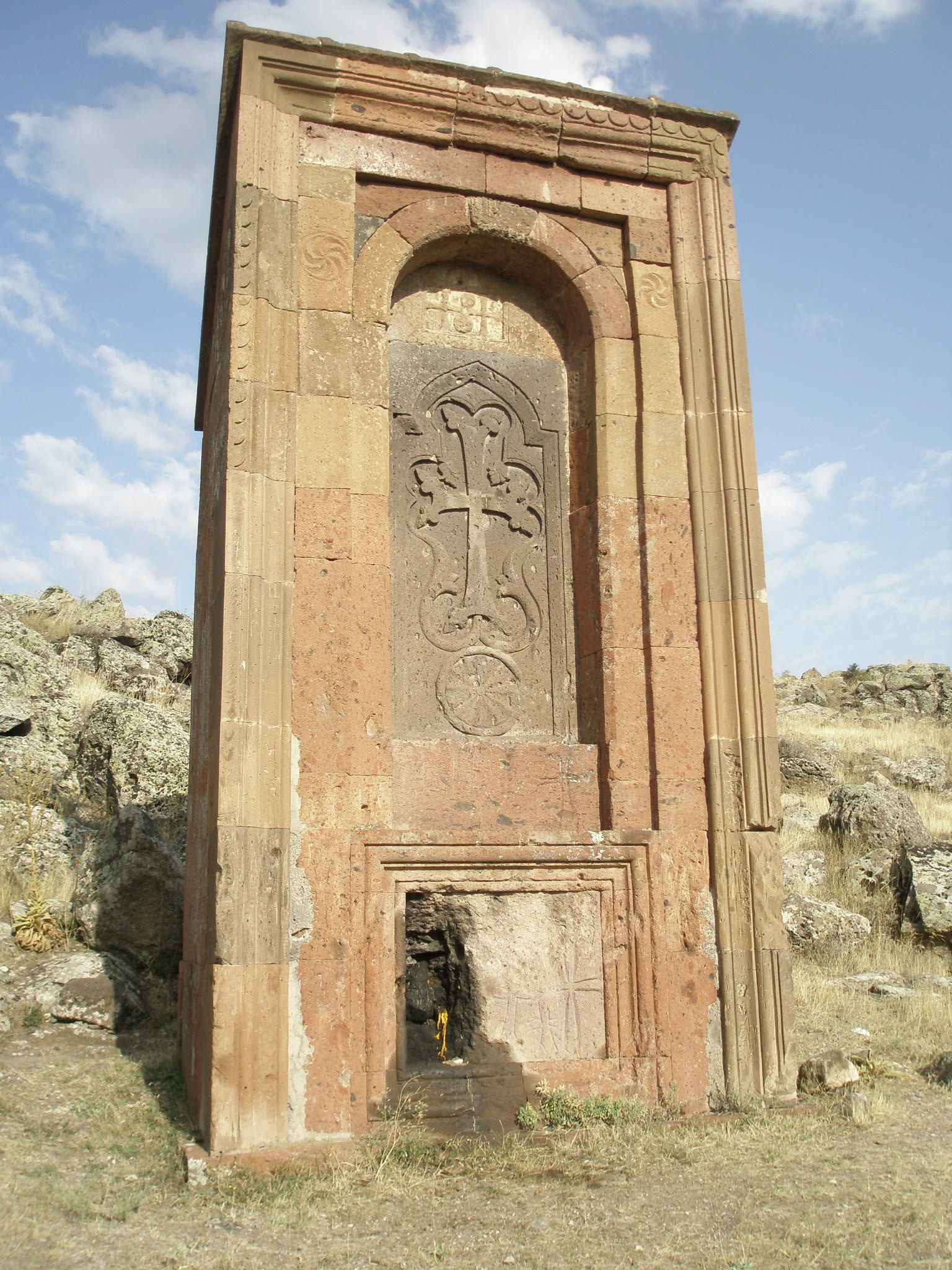
Huge khachkar monument behind Artavazik Church of the 13th century
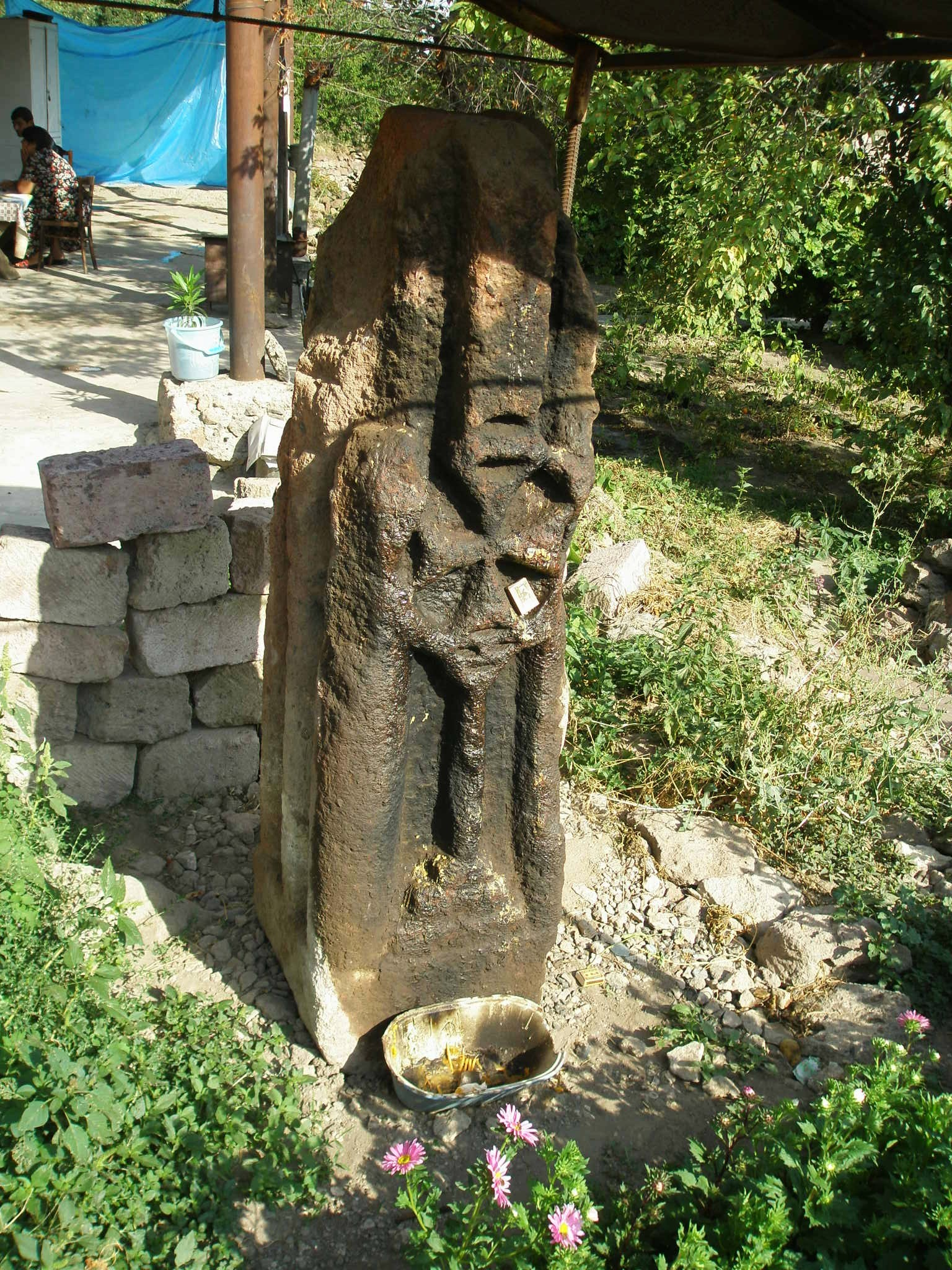
Pillar style khachkar with a صلیب مالتی located behind a house in the village.